# Amtsgericht Bernstadt
Das Amtsgericht Bernstadt war ein Gericht der ordentlichen Gerichtsbarkeit und ein Amtsgericht in Sachsen mit Sitz in Bernstadt a. d. Eigen.

## Geschichte
In Bernstadt bestand bis 1879 das Gerichtsamt Bernstadt als Eingangsgericht. Im Rahmen der Reichsjustizgesetze wurden 1879 im Königreich Sachsen die Gerichtsämter aufgehoben und Amtsgerichte geschaffen, darunter das Amtsgericht Bernstadt. Der Gerichtssprengel umfasste Bernstadt, Altbernsdorf auf dem Eigen, Berzdorf auf dem Eigen, Cunnersdorf auf dem Eigen, Dittersbach auf dem Eigen, Kemnitz mit Berghäusern, Buschschänkhäusern, Lehdehäusern und Russenhäusern, (Ober- und Nieder-) Kiesdorf a. d. Eigen, Neundorf auf dem Eigen und Schönau auf dem Eigen mit Feldschönau. Das Amtsgericht Bernstadt war eines von 18 Amtsgerichten im Bezirk des Landgerichtes Bautzen. Der Amtsgerichtsbezirk umfasste danach 7759 Einwohner. Das Gericht hatte damals eine Richterstelle und war das kleinste Amtsgericht im Landgerichtsbezirk.
Aufgrund der Verordnung über die Aufhebung von Amtsgerichten vom 11. Dezember 1931 wurde das Amtsgericht Bernstadt zum 1. Januar 1932 aufgelöst. Aus seinem Sprengel wurden Bernstadt, Altbernsdorf auf dem Eigen, Berzdorf auf dem Eigen, Kunnersdorf auf dem Eigen, Neundorf auf dem Eigen und Schönau auf dem Eigen sowie Kemnitz dem Bezirk des Amtsgerichtes Herrnhut sowie Dittersbach auf dem Eigen und Kiesdorf auf dem Eigen dem Bezirk des Amtsgerichtes Ostritz zugeordnet.

## Gerichtsgebäude
Das Amtsgericht nutzte das Ende des 19. Jahrhunderts erbaute Amtsgerichtsgebäude (Bautzener Straße 1). Es handelt sich um einen Putzbau mit Mittelrisalit und Putzgliederung sowie modernem Ladeneinbau. Das Gebäude wurde unmittelbar nach dem Stadtbrand 1828 als Rathaus erbaut. Es ist ortsgeschichtlich und baugeschichtlich von Bedeutung und steht daher unter Denkmalschutz.